# Sozialversicherungsausweis
Der Sozialversicherungsausweis (auch: Rentenversicherungsausweis) war ein Dokument, das seinen Inhaber als gesetzliches Mitglied einer Sozialversicherung bestätigte.

## Bundesrepublik Deutschland

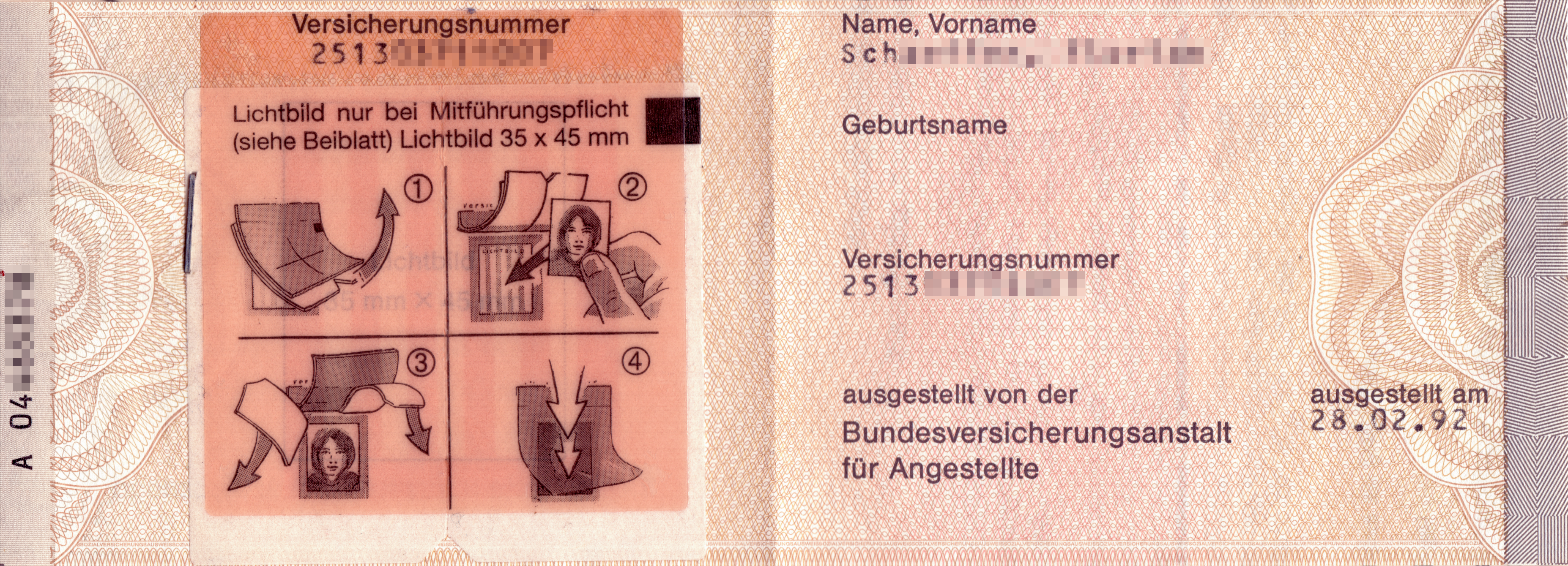
Innenseite des deutschen Sozialversicherungsausweises bis 2011 mit Lichtbildoption

### Allgemeines
Jedes Mitglied der Sozialversicherung in Deutschland erhält von der Datenstelle der Rentenversicherung eine Versicherungsnummer. Einen Sozialversicherungsausweis (§ 18h SGB IV) erhielten Arbeitnehmer vor 2011. Bei Beginn einer Beschäftigung war der Ausweis dem Arbeitgeber vorzulegen. Seit 2023 rufen deutsche Arbeitgeber Versicherungsnummern bei der Rentenversicherung automatisiert ab. Der Sozialversicherungsausweis wird daher durch den Versicherungsnummern-Nachweis ersetzt.
Bei Verlust, Zerstörung oder Unbrauchbarkeit musste bei der zuständigen Rentenversicherung ein neuer Sozialversicherungsausweis beantragt werden. Der beschädigte Ausweis musste bei Neuausstellung zurückgegeben werden. Diese Verpflichtung entfällt seit 2023 aufgrund automatisierter Datenabgleiche. Arbeitnehmer, die ein Arbeitgeber aus dem Ausland nach Deutschland entsendet, müssen im Inland bei einer deutschen Krankenkasse ihrer Wahl die Ausstellung einer Ersatzbescheinigung beantragen und diese mit sich führen.

### Inhalt und Gestaltung
Die Gestaltung des Sozialversicherungsausweises legte die Deutsche Rentenversicherung Bund in Grundsätzen fest, die vom Bundesministerium für Arbeit und Soziales zu genehmigen und im Bundesanzeiger zu veröffentlichen sind. Seit Januar 2011 sehen diese Grundsätze vor, dass der Ausweis in der früheren Form entfällt, und an seine Stelle ein Schreiben des Rentenversicherungsträgers tritt, in dem die Sozialversicherungsnummer mitgeteilt wird. Die die in § 18h SGB IV genannten Daten werden in diesem Anschreiben bekanntgegeben, das dann als Sozialversicherungsausweis gilt (Bundesanzeiger 2011, S. 205–211). Das Anschreiben ist dem Grund der Ausstellung angepasst. Gründe sind:
- Vergabe einer Versicherungsnummer (insbesondere bei Erstaufnahme einer Beschäftigung)
- Namensänderung
- erneute Ausstellung bei Verlust, Zerstörung oder Unbrauchbarkeit

Nach den Grundsätzen für die Gestaltung des Sozialversicherungsausweises in der ab 2021 geltenden Fassung (§ 18h SGB IV Anlage 1) enthält der Sozialversicherungsausweis folgende Daten:
- die Versicherungsnummer des Inhabers
- den Namen und den Geburtsnamen
- den Vornamen
- das Ausstellungsdatum

Weitere personenbezogene Daten darf der Ausweis nicht enthalten. Außerdem sind die Bezeichnung Sozialversicherungsausweis in mehreren Sprachen, der Name des ausstellenden Rentenversicherungsträgers sowie eine Kodierung der Daten in Form eines QR-Codes aufgedruckt.

### Vorlage- und Mitführungspflicht
Der Arbeitgeber muss sich den Sozialversicherungsausweis bei Beginn einer Beschäftigung von seinem Mitarbeiter vorlegen lassen. Eine Mitführungspflicht besteht seit dem 1. Januar 2009 nicht mehr. Stattdessen sind die Beschäftigten einiger Branchen verpflichtet, ihren Personalausweis, Pass, Passersatz oder Ausweisersatz mitzuführen (§ 2a Abs. 1 SchwarzArbG).

## Deutsche Demokratische Republik

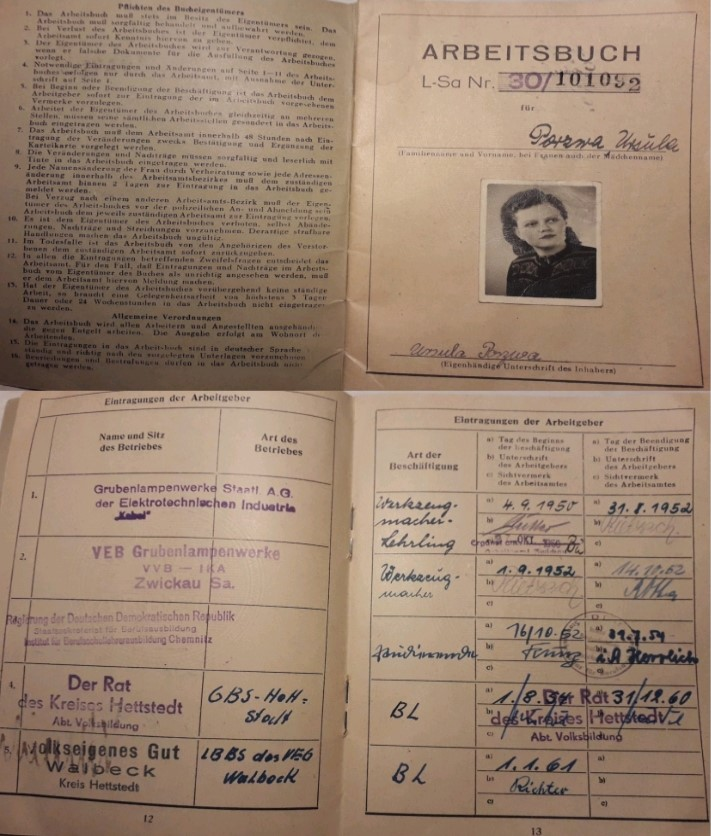
Das Arbeitsbuch der DDR galt auch als Sozialversicherungsnachweis

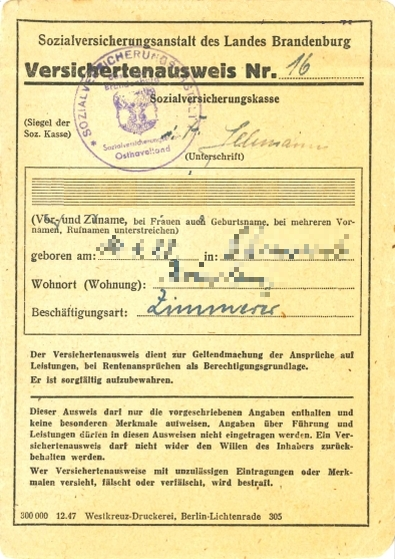
Versichertenausweis der Sozialversicherungsanstalt des Landes Brandenburg, 1947

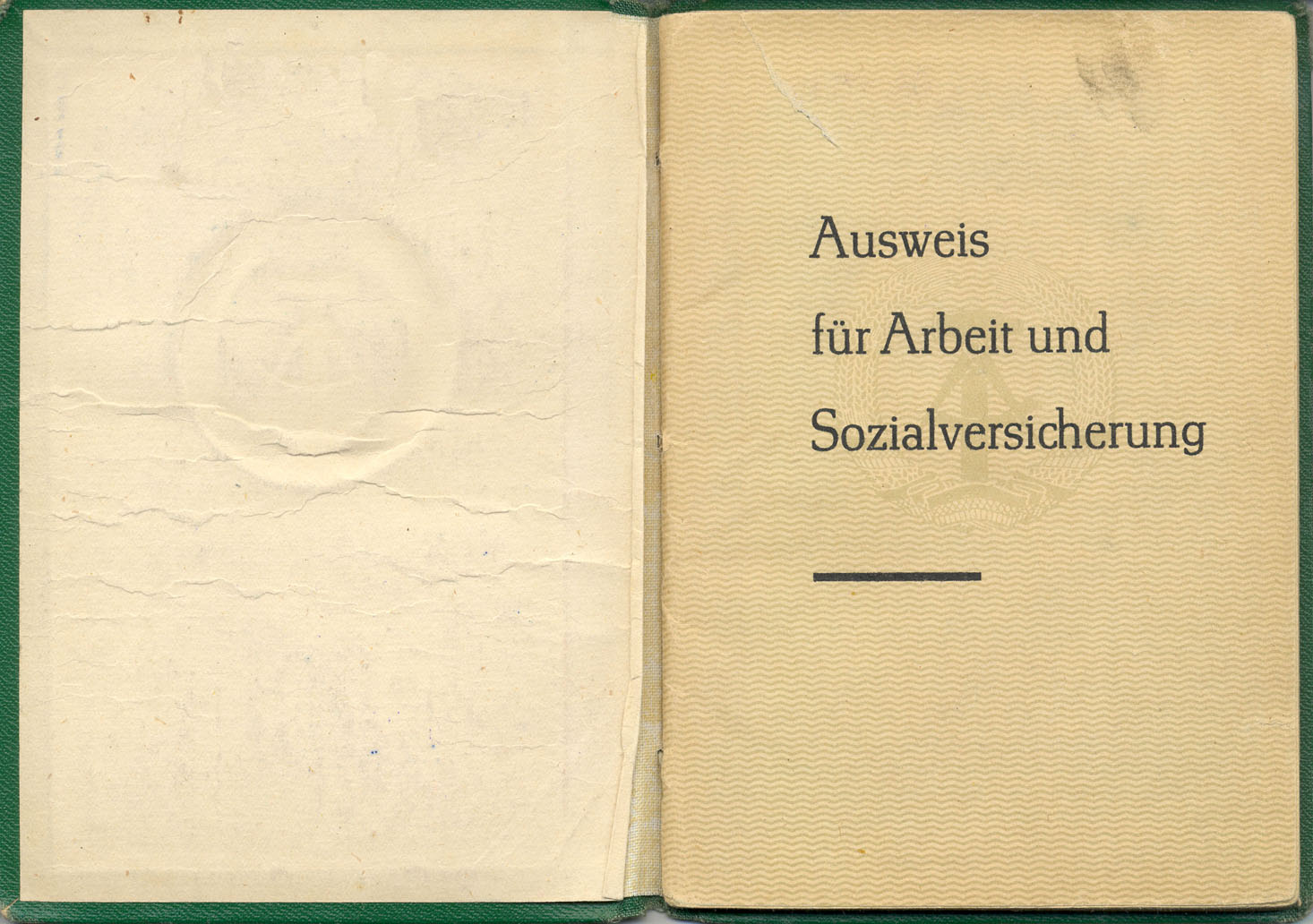
Sozialversicherungsausweis der DDR (Arbeitsbuch)

In den Sozialversicherungsausweis der DDR (offiziell: Ausweis für Arbeit und Sozialversicherung; kurz: SV-Ausweis) wurden Nachweise über Schulbildung, Berufsausbildung, Hoch-/Fachschulbesuche u. a. Qualifizierungsmaßnahmen mit Abschluss, staatliche Auszeichnungen, Urlaubs- und Geldleistungsansprüche sowie geleistete Überstunden (bei Ausscheiden innerhalb eines Kalenderjahres), freiwillige Zusatzrentenversicherung, Arbeitsrechts- und Sozialversicherungsverhältnisse, Heilbehandlungen (ambulant/stationär), anerkannte Arbeitsunfälle und Berufskrankheiten, gewährte Heil- und Hilfsmittel, Röntgenuntersuchungen, Reihenuntersuchungen sowie Tauglichkeitsuntersuchungen für Kraftfahrer und bestimmte Berufe eingetragen.
Es wurde von dem jeweils zuständigen Sozialversicherungsträger ausgestellt (das war entweder die Sozialversicherung der Arbeiter und Angestellten (SVAA), die Sozialversicherung bei der staatlichen Versicherung der DDR (SV/StV) oder die Wismut AG für die dort Beschäftigten).
Vor der Gründung der DDR wurden SV-Ausweise in Form einer Kartonkarte von den Sozialversicherungsanstalten der Länder ausgestellt. Nach Gründung der DDR hatte der Ausweis die Form eines Heftchens, später eines Buches. Das Buch war ab Mitte der 1970er Jahre in einem grünen Kunststoffeinband gebunden; auf der Vorderseite trug es das Staatswappen der DDR, das in den Einband geprägt war. Des Weiteren wurden darin etwaige Arbeitsunfähigkeiten (sogenannte Arbeitsausfalltage) eingetragen. Der Sozialversicherungsausweis war der wichtigste Nachweis des Versicherten gegenüber der DDR-Rentenversicherung.
Zusätzlich diente das Buch als Nachweis, krankenversichert zu sein und war bei jedem Arztbesuch vorzulegen. Der Ausweis wurde bei der erstmaligen Aufnahme einer Erwerbstätigkeit oder Ausbildung ausgestellt.
Für die Zeit zwischen Geburt und erstmaliger Arbeitsaufnahme gab es den Sozialversicherungs- und Impfausweis für Kinder und Jugendliche. Dieser war zunächst in Heftform, später in Buchform mit festem Pappeinband gebunden (allerdings in rot statt grün) und besaß 48 Seiten. Diese dienten ausschließlich der Dokumentation von Impfungen, Krankheiten und Heilbehandlungen. Die Vordrucke auf den Seiten waren entsprechend auf den Bedarf für Kinder und Jugendliche ausgerichtet.

## Österreich
Die e-card in Österreich wird von der Sozialversicherung zur Verfügung gestellt und beinhaltet unter anderem die Sozialversicherungsnummer. Sie ist damit der aktuelle Sozialversicherungsausweis (Stand: Jahresbeginn 2006).

Österreichischer Sozialversicherungsausweis „e-card“ (Vorderseite)
Rückseite